# Pawston
Pawston – osada w Anglii, w hrabstwie Northumberland, w civil parish Kilham. Leży 15 km od miasta Wooler. W 1951 roku civil parish (Paston) liczyła 80 mieszkańców.